# Миколаївка (Шевченківський старостинський округ)
Микола́ївка —  село в Україні, у Берестинському районі Харківської області. Населення становить 104 осіб. Орган місцевого самоврядування — Шевченківська сільська рада.
Після ліквідації Сахновщинського району 19 липня 2020 року село увійшло до Красноградського (Берестинського) району.

## Географія
Село Миколаївка знаходиться в міжряддя річок Багата і Оріль. По селу протікає пересихаючий струмок з загатою. На північно-західній стороні від села бере початок річка Скотова. На відстані 2 км розташоване село Нова Парафіївка.

## Історія
- 1934 — дата заснування.

## Економіка
- Молочно-товарна ферма.